# 82 Herculis
82 Herculis, eller y Herculis, är en orange jätte i Herkules stjärnbild.
Stjärnan har visuell magnitud +5,35 och är synlig för blotta ögat vid god seeing. Den befinner sig på ett avstånd av ungefär 405 ljusår.